# Henry Koplik
Henry Koplik (né le 28 octobre 1858 à New York - mort le 30 avril 1927) est un médecin américain.

## Biographie
Il fait ses études au City College of New York puis au Columbia University College of Physicians and Surgeons (en) où il obtient son diplôme de médecine en 1881. Il est chercheur postdoctoral dans les universités de Leipzig, de Prague et de Vienne.
À son retour aux États-Unis, il s'établit comme médecin à New York en 1883 et en 1899, il est nommé professeur adjoint de pédiatrie au Bellevue Hospital.

## Travaux
En 1896, Koplik est le premier à décrire un signe précoce et pathognomonique de la rougeole, depuis lors connu sous le terme de signe de Koplik.
Il est aussi un précurseur en Amérique, de la distribution gratuite de lait stérilisé mais non pasteurisé pour bébé (gouttes de lait) suivi plus tard par Nathan Straus.

## Publication
- (en) Henry Koplik, The Diseases of infancy and childhood : designed for the use of students and practitioners of medicine, Lea, 1906, 885 p. (résumé).